# Darryl Ponicsan
Darryl Ponicsan (26 de mayo de 1938) es un escritor y guionista estadounidense. Es conocido por ser autor de la novela The Last Detail (1970), que fue llevada al cine en 1973 con el nombre de El último deber y protagonizada por Jack Nicholson. En 2017 firmó el guion de La última bandera, película rodada por Richard Linklater y que se basa en una novela anterior de Ponicsan, The Flag Flying (2005). También escribió la novela y el guion de Cinderella Liberty, película de 1975 protagonizada por James Caan. Ponicsan ha escrito varias novelas de misterio bajo el pseudónimo de Anne Argula.

## Biografía
Ponicsan nació en Shenandoah, Pensilvania, hijo de Anne Kuleck y Frank G. Ponicsan, empresario. Asistió a la Universidad de Muhlenberg (B.A., 1959) y Universidad Cornell, (M.A., 1965). Fue profesor de inglés en un instituto en Owego, Nueva York, entre 1959 y 1962. Más tarde, se alistó en la Marina de los EE. UU. (1962-1965), donde sirvió a bordo del USS Monrovia y USS Intrepid. Tras licenciarse, fue trabajador social del Condado de Los Ángeles, California y profesor de inglés en La Cañada, California.
Su primera novela, The Last Detail, se publicó en 1970. Al año siguiente publicó su segunda novela, Goldengrove. 1973 fue un año especial. Publicó dos novelas, Andoshen, Pa. y Cinderella Liberty. De la segunda, además, firmó el guion para ser llevada al cine ese mismo año. También escribió guiones para la productora CBS como A Girl Called Hatter Fox (1977), Nuts (1987), School Ties (1992) o la serie The Mississippi (1983) y para la compañía de HBO preparó el guion de The Enemy Within (1992). Ha trabajado frecuentemente con el productor y director Harold Becker, escribiendo guiones para Taps, más allá del honor (1981), Vision Quest (1985) y The Boost (1988).

## Filmografía
- El último deber (1973) (novela)
- Cinderella Liberty (1973) (novela y guion)
- A Girl Called Hatter Fox (1977) (televisión)
- Taps, más allá del honor (con Robert Mark Kamen y James Lineberger, 1981)
- Misisipi (TV, 1982)
- Vision Quest (1985)
- Nuts (con Alvin Sargent y Tom Topor) (1987)
- The Boost (1988)
- School Ties (con Dick Wolf) (1992)
- The Enemy Within (con Ron Graves) (TV, 1994)
- Random Hearts (con Kurt Luedtke) (1999)
- La última bandera (2017) (novela y guion)